# Drentsche Hoofdvaart

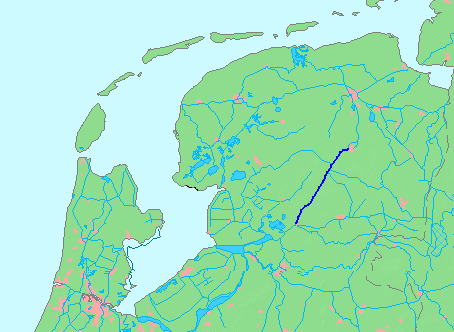
Verlauf der Drentsche Hoofdvaart

Die Drentsche Hoofdvaart (auch Drentse Hoofdvaart) ist ein Kanal in der niederländischen Provinz Drenthe. Die Drentsche Hoofdvaart hat eine Länge von 50 km und verbindet den Kanal Meppelerdiep bei Meppel mit dem Noord-Willemskanaal bei Assen.
Der Kanal wurde zwischen 1767 und 1780 angelegt. Er sollte die schon bestehende Smildervaart verbessern und ergänzen. 1780 wurde die Drentsche Hoofdvart bis nach Assen erweitert.
Die friesische Gemeinde Appelscha ist über eine Verbindung, den Witten Wijk, an den Kanal Opsterlandse Compagnonsvaart an die Drentsche Hoofdvaart angeschlossen. Weiterhin bestehen Anschlüsse an die Kanäle Oranjekanal, Beilervaart und Norgervaart.
Die Drentsche Hoofdvaart erfüllt eine wichtige Funktion in der Entwässerung der höher gelegenen Teile von Mitteldrenthe.
Ursprünglich wurde der Kanal hauptsächlich zum Transport von Torf benutzt. In der ersten Hälfte des 20. Jahrhunderts kamen weitere Waren hinzu, hauptsächlich Baustoffe, die mittels Binnenschiffen auf dem Kanal transportiert wurden. Seit etwa 25 Jahren wird der Kanal für die Freizeitschifffahrt benutzt.

## Schleusen
Die Drentsche Hoofdvaart hat noch sechs Schleusen:
- Veeneschleuse, nördlich von Geeuwenbrug
- Haarschleuse, südlich von Geeuwenbrug
- Dieverschleuse, bei Dieverbrug
- Uffelterschleuse, bei Uffelte
- Pastoorschleuse, bei Havelte
- Paradijsschleuse, einen Kilometer nördlich von Meppel

Im Laufe der Zeit sind die Halfwegenschleuse, die Wittelterschleuse und die Boskamperschleuse verfallen.

## Brücken
Drei Brücken über den Hoofdvaart-Kanal schuf der Architekt Santiago Calatrava. Die drei Brücken reagieren auf die jeweiligen verkehrstechnischen Belange des Ortes, bilden eine gestalterische Einheit und sind ein Markenzeichen der Umgebung. Durch Variation der Mastneigung und der Anordnung der Abspannungen entsteht ein abwechslungsreiches Formenspiel, das an Musikinstrumente erinnert.